# François Omer Granet
Pour les articles homonymes, voir Granet.
François Omer Granet, né le 16 novembre 1758 à Marseille, mort le 10 septembre 1821 dans la même ville, est un homme politique de la Révolution française.

## Biographie
François Omer Granet naît à Marseille le 16 novembre 1758, et y est fabricant de tonneaux.
En juillet 1789, on le tient pour responsable des émeutes qui troublent la cité phocéenne. Mis sous les verrous, il se voit libéré sur l'intercession d'Honoré Gabriel Riqueti de Mirabeau.

### Mandat à la Législative
La France devient une monarchie constitutionnelle en application de la constitution du 3 septembre 1791. Le même mois, François Omer Granet est élu député du département des Bouches-du-Rhône. 
Il siège sur les bancs de la gauche de l'Assemblée. En avril 1792, il vote pour que les soldats du régiment de Châteuavieux, qui s'étaient mutinés lors de l'affaire de Nancy, soient admis aux honneurs de la séance. En août, il vote en faveur de la mise en accusation du marquis de La Fayette. 
La monarchie prend fin à l'issue de la journée du 10 août 1792, à laquelle Granet prend part : les bataillons de fédérés bretons et marseillais et les insurgés des faubourgs de Paris prennent le palais des Tuileries. Louis XVI est suspendu et incarcéré, avec sa famille, à la tour du Temple. 

### Mandat à la Convention
En septembre, François Omer Granet est réélu député des Bouches-du-Rhône, le cinquième sur douze, à la Convention nationale.
Il siège sur les bancs de la Montagne. Lors du procès de Louis XVI, il vote « la mort dans les vingt-quatre heures » et rejette l'appel au peuple et le sursis à l'exécution. En avril 1793, il vote contre la mise en accusation de Jean-Paul Marat, en répondant, avec son collègue Pierre-Marie Baille, à une attaque de son collègue Charles Barbaroux, comme eux député des Bouches-du-Rhône : « le 10 août je n'étais pas caché avec Barbaroux, mais à mon poste, où je votais tranquillement la réclusion du tyran, en attendant sa mort ». En mai, il vote contre le rétablissement de la Commission des Douze. 
Le 5 septembre 1793, à l'issue d'un mouvement sans-culotte à la Convention, la création d'une armée révolutionnaire est décrétée. Le lendemain, Granet, ainsi que Jacques-Nicolas Billaud-Varenne, Jean-Maire Collot-d'Herbois et Georges Danton sont admis à siéger au Comité de Salut public. Danton et Granet refusent cependant d'y siéger. L'historien Michel Biard estime que leur admission initiale au Comité montre une volonté de tempérer le mouvement populaire.  
En ventôse an II (février 1794), Granet et son collègue Moyse Bayle demandent que les généraux La Poype et Bonaparte soient convoqués à la Convention pour rendre compte de leurs actions à Marseille.
Sous le Consulat et le Premier Empire, il est successivement adjoint au maire de Marseille, puis maire du midi de la ville, sous le régime des trois municipalités. Il est honoré de la Légion d'Honneur.
Granet est révoqué lors de la première Restauration. Lors des Cent-Jours, il est élu député des Bouches-du-Rhône à la chambre. Il est frappé par la loi du 12 janvier 1816 qui bannit hors de France les régicides et soutiens à Bonaparte. Il bénéficie d'une amnistie en 1818 et rentre en France.